# Patru Frați
Patru Frați – wieś w Rumunii, w okręgu Jałomica, w gminie Adâncata. W 2011 roku liczyła 938 mieszkańców.